# Dantalian’s Chariot
Dantalian’s Chariot — британская психоделик-рок-группа, образованная в 1967 году клавишником и бэнд-лидером Зутом Мани и гитаристом Энди Саммерсом (позднее The Police). Наиболее известным синглом группы является «Madman Running Through the Fields». На своих ранних концертах музыканты использовали психоделические световые шоу. Вся группа носила белые рубашки и кафтаны. Для усиления эффекта световых шоу всё их оборудование было покрашено в белый цвет. Группа распалась в апреле 1968 года, когда Саммерс ушёл в группу Soft Machine, а Мани присоединился к Eric Burdon & The Animals.

## История
В 1961 году Джордж Бруно «Зут» Мани сформировал группу Big Roll Band, которая ориентировалась на такие стили как, соул, джаз и ритм-энд-блюз. Несмотря на то, что группа выпустила два альбома, пользовалась популярностью в лондонских клубах и имела контракт с дочерним лейблом лейблом EMI, Columbia label, музыканты практически не имели коммерческого успеха. С ростом популярностью психоделической сцены, джазовая и ритм-н-блюзовая направленность начала устаревать и в середине 1967 года Мани распускает The Big Roll Band, чтобы сформировать новую группу. В состав нового коллектива, кроме самого Мани в качестве клавишника и вокалиста вошли: гитарист Энди Сомерс (впоследствии изменил свою фамилию на Саммерс), бас-гитарист Пэт Дональдсон и барабанщик Колин Аллен. Название Dantalian’s Chariot, предложенное группе публицистом Джимом Рамблом, было взято из средневековой книги по колдовству Малый ключ Соломона. Своё первое выступление группа дала в августе 1967 года в Виндзорском фестивале National Blues Festival, на котором также дебютировали такие группы и исполнители как, Peter Green's Fleetwood Mac, The Nice, Артур Браун и Ten Years After. Группа стала набирать популярность из-за использовавшегося на концертах светового шоу (позаимствованных из Сан-Франциско), которое было расценено как одно из лучших в Лондоне в те времена. Для повышения зрелищности световых эффектов музыканты выходили на сцену в белых одеждах. Также белой краской было покрашено и оборудование музыкантов.

В сентябре 1967 года на лейбле EMI был выпущен дебютный сингл — «Madman Running Through the Fields». Спустя годы Мани вспоминал: 
«Сингл описывал наш личный опыт и вызванные галлюциногенами саморазоблачения… Куплет — это голос употребляющего „кислоту“, а припев — это взгляд на него со стороны: „Разве то не помешанный бежит в поле?“ Озадаченный наблюдатель — как тогда аудитория».
 Несмотря на благосклонные отзывы критиков, синглу не удалось попасть в UK Singles Chart. Однако несмотря на всё это репутация группы продолжала расти. В частности журналист Ник Джеймс в журнале Record Collector отметил, что «в настоящее время запись считается по праву одним из важнейших произведений эпохи».
Вскоре EMI прекратило сотрудничество с группой по причине того, что неодобрительно относилось к психоделическому направлению Мани. В то же время Dantalian’s Chariot появились в малобюджетном фильме Popdown, снятым режиссёром Фредом Маршаллом. В этом же фильме засветились и другие группы «свингующего Лондона»: Blossom Toes и The Idle Race. Впоследствии группа подписала контракт с лейблом Direction Records (дочерней компании лейбла CBS Records) и начала работу над своим дебютным альбомом, в основу которого легли песни, написанные Мани и Саммерсом. Тем не менее лейбл отверг эти записи. Вместо этого в 1968 году был выпущен сборник ранее неизданных записей, Transition изданный как сольный альбом Мани.
В апреле того же 1968 года группа прекратила своё существование. Мани вошёл в состав группы Eric Burdon & the Animals, а в последующие годы сотрудничал с различными исполнителями. Саммерс сначала присоединился к Soft Machine, потом также перешёл в Eric Burdon & The Animals, после играл в Kevin Ayers Band и лишь затем ушёл в The Police. Барабанщик Колин Аллен играл в таких группах как John Mayall & the Bluesbreakers, Stone The Crows и Focus, в то время как бас-гитарист Пэт Дональдсон играл у Сэнди Денни.
Песня «Madman Running Through the Fields» была перепета Eric Burdon & the Animals в период, когда Зут Мани и Энди Саммерс были её участниками. Трек был включён в альбом Love Is, который был выпущен в декабре 1968 года лейблом MGM.
В 1996 году лейблом Wooden Hill был выпущен альбом Chariot Rising, который был записан Dantalian’s Chariot ещё в 1967 году. В последующие годы песня «Madman Running Through the Fields» включалась в различные сборники; например, Nuggets II: Original Artyfacts from the British Empire and Beyond, 1964–1969 — второй бокс-сет серии Nuggets. «Madman Running Through the Fields» занял 28-е место в сборнике «100 величайших психоделических записей» (составленном в хронологическом порядке).

## Бывшие участники
- Зут Мани — клавишные, вокал
- Энди Саммерс — гитара, ситар
- Пэт Дональдсон[англ.] — бас-гитара
- Колин Аллен — ударные

## Дискография

### Синглы
- «Madman Running Through the Fields»/«Sun Came Bursting Through My Cloud» (Columbia (EMI) DB 8260) 1967
- «Madman Running Through the Fields»/«Sun Came Bursting Through My Cloud» [Reissue] (Columbia (EMI) CF 123) 1967

### Альбом
- Chariot Rising (Wooden Hill WHCD005) 1996 (записан в 1967 году)